# Steven Heine
Steven Heine (* 1984) ist ein deutscher Handballschiedsrichter aus Wendeburg. Er gehört zum Elitekader des DHB und ist seit 1999 Schiedsrichter.

## Karriere
Heine wurde 1999 Schiedsrichter. Mit seinem aktuellen Gespannpartner Sascha Standke pfeift er seit 2009, nachdem seine vorherigen drei Gespannpartner aus verschiedenen Gründen nicht weiter pfeifen konnten. Auch Standke suchte einen neuen Gespannpartner, da sein vorheriger Partner verstarb. In der Saison 2019/20 gehörte das Duo zum Eliteanschlusskader uns stiegen zur folgenden Saison in den Elitekader auf. Das erste Bundesliga-Spiel leitete das Gespann in der Saison 2019/20 zwischen dem SC DHfK Leipzig und dem HC Erlangen. Beim Final-4 der Frauen 2024 durfte das Duo ein Halbfinale und das Spiel um Platz drei leiten.
Auf Ebene des DHBs kommt er auf über 300 Spiele.

## Privates
Heines Stammverein ist HT 1861 Halberstadt. Mittlerweile lebt er in Wendeburg und ist Trainer der Damenmannschaft vom MTV Braunschweig.